# NGC 555
NGC 555 je galaksija u zviježđu Kit.

## Vanjske poveznice
- SEDS: NGC 0555